# Neuville-au-Bois
Neuville-au-Bois é uma comuna francesa na região administrativa de Altos da França, no departamento de Somme. Estende-se por uma área de 2,93 km². Em 2010 a comuna tinha 153 habitantes (densidade: 52,2 hab./km²).